# 83 Льва B b
83 Льва B b, также обозначаемая как HD 99492 b или 83 Leo B b — экзопланета у звезды 83 Льва B в двойной системе 83 Льва. Находится на расстоянии примерно 58 световых лет в созвездии Льва.
Планета была открыта в январе 2005 группой исследователей, работающей в Ликской обсерватории с помощью метода Доплера. Её орбита расположена очень близко к звезде, полный оборот вокруг которой равен 17 суткам.